# Vatacarus ipoides
Vatacarus ipoides (лат.) — вид клещей из семейства Trombiculidae. Личинки паразитируют в верхних дыхательных путях морской змеи желтогубого плоскохвоста. Взрослые особи не питаются.

## Описание
Взрослые клещи имеют характерный облик для представителей семейства. Размеры идиосомы самцов 2—2,5 мм (проподосома 1,2 мм, гистеросома 1,7 мм), самок — 3—3,5 мм. Идиосома покрыта колючими щетинками, придающими телу бархатный вид. Между третьей и четвёртой парами конечностей имеется сужение. Гениталии самцов и самок с тремя генитальными дисками. На дорсальной стороне голени немного проксимальнее коготков имеется три шпоры.

## Жизненный цикл
В присутствии самок самцы оставляют полупрозрачные сперматофоры круглой формы на тонкой ножке, которые подбираются самками для оплодотворения. Через 12 дней самки начинают откладывать по одному яйцу в течение длительного времени (до 24 дней). В день они могут откладывать до 7 яиц. Через семь дней яйца преобразуются во вторичные яйца (deutovum), а ещё через 16 дней из них вылупляются жёлто-оранжевые личинки размером 0,45×0,21 мм. Они имеют 3 пары конечностей, сильно хитинизированную гнатосому длиной 37 мкм с загнутыми на конце хелицерами с двумя зубчиками — маленьким дистальным и большим крючковидным на вентральной стороне. На глазной пластинке расположено две пары глаз, при этом передние глаза круглые, а задние — овальные. Конечности 7-члениковые, сильно склеротизированные.
Личинки прикрепляются к верхним дыхательным путям желтогубого плоскохвоста в то время, когда он выбирается на сушу для линьки или размножения. В них личинки развиваются, сильно увеличиваясь в размерах и приобретая вытянутую форму. При этом тело личинки покрывается коническими выростами. Когда плоскохвост снова оказывается на суше, личинки линяют, становясь взрослыми особями. Это отличает их от других клещей семейства, у которых присутствует также стадия протонимфы и нимфы. Взрослые клещи не питаются и сразу приступают к размножению.